# Mohamed Toujgani
Mohamed Toujgani, né en 1955 à Assifane (Maroc), est un imam, prédicateur, enseignant et conférencier marocain proche des Frères musulmans, actif en Belgique entre 1982 et 2021.
En 2021, alors qu'il a demandé la nationalité belge après près de 40 ans d'activité en tant qu'imam en Belgique, il est expulsé et interdit d'entrée sur le territoire belge à la suite de propos haineux et antisémites. Le secrétaire d’État à l’Asile Sammy Mahdi a avancé les raisons  d'un « grave danger pour la sécurité nationale ». 
Alors que ses contestations de la mesure d'expulsion sont rejetées sur la forme, la cour d'appel valide sa demande de naturalisation en août 2024. Le 14 août 2024, le parquet-général décide d'un recours en cassation, mais la demande a été rejetée en mai 2025 et il retourne en Belgique en juin 2025.

## Biographie

### Débuts
Mohamed Toujgani naît dans le village d'Assifane, au milieu des montagnes entourant la ville de Chefchaouen. Prêchant à Tanger, il côtoie l'imam Mohamed Fizazi qui prêche dans le quartier de Casabarata.
Il établit rapidement des contacts au Benelux, mais également en dehors, notamment à Londres, avec Abou Qatada ou en Égypte avec Abu Ishaq al-Heweny (en).
Arrivé en 1982 à Molenbeek-Saint-Jean,, il s'installe définitivement en Belgique, prêchant à la Mosquée al Khalil, créée en 1985 par la confrérie des Frères musulmans,. Il devient également président de la Ligue des imams de Belgique et siège au Conseil des théologiens, organe consultatif créé par l'Exécutif des musulmans de Belgique. Toujgani devient alors une figure influente du paysage musulman bruxellois, de rite malikite. Quelques années plus tard, son cousin Tahar Toujgani, également imam, le rejoint pour s'installer et prêcher à Anvers.

### Prêches
En 1985, la Mosquée al Khalil ouvre officiellement ses portes à Molenbeek-Saint-Jean et Mohamed Toujgani devient son premier imam à prêcher devant un nombre de 2.000 fidèles,. Il s'exprime uniquement en arabe et ne possède aucune notion, ni de français, ni de néerlandais.
L’imam Mohamed Toujgani, réputé proche du haut responsable de la gestion de l'islam en Belgique Salah Echallaoui, est connu pour son islam très conservateur qui promeut le rite malékite. Il est considéré « salafiste » par Christophe Lamfalussy et Jean-Pierre Martin. Selon l'islamologue Brigitte Maréchal, le discours de Toujgani se caractérise avant tout par une proximité à la forte tradition politique des Frères musulmans, sensible aux luttes dans lesquelles sont engagés les musulmans dans le monde (Palestine, Irak, Afghanistan etc.). Mohamed Toujgani a par ailleurs influencé un ensemble de jeunes prédicateurs influents à Bruxelles, notamment le conférencier Rachid Haddach ou le prêcheur à la mosquée al Moutaquine Abu Abdallah Adil, plus connu sous le nom de Adil al-Jattari. Pour Le Vif, il s'inscrit dans la mouvance des Frères musulmans en Belgique, mais dans la mouvance salafiste proche de l'Arabie saoudite lorsqu'il officiait à Tanger au Maroc.
Ayant plusieurs fidèles à sa mosquée membres liés à des réseaux djihadistes, dont Chakib Akrouh (l'un des auteurs des attentats du 13 novembre 2015 en France) et Ilias Azaouaj (tué en Syrie), il émet plusieurs mises en garde contre les appels au djihad lors des prêches du vendredi en février 2016.

## Polémiques

### Antisémitisme
Dans un rapport du service de sécurité de l'État belge, plusieurs préoccupations quant à la propagation de discours haineux par Toujgani sont soulevés. Il est accusé d'avoir alimenté l'animosité envers les chiites, les Juifs et l'Occident. Un exemple marquant de ce comportement est une vidéo, en plein conflit israélo-palestinien de 2009 où Toujgani appelle à brûler les sionistes en adoptant les propos : « Seigneur, que le sang des martyrs soit une arme sous les pieds des sionistes oppresseurs, et que ce sang soit un feu ardent qui les brûle et un vent qui les châtie. ».
Selon le rapport, ce cas n'est pas isolé ; un sermon datant de 1988 illustre son approche discriminatoire, où il associe trahison, jalousie et hypocrisie spécifiquement aux Juifs. En 2004, il aurait même affirmé que les Juifs constituaient une insulte à Dieu.
Peu avant le procès de Mehdi Nemmouche pour son attentat du musée juif de Belgique, le président de la Ligue belge contre l'antisémitisme, Joël Rubinfeld décide de porter plainte contre Mohamed Toujgani pour ses propos datant de 2009,.
Dans une démarche de transparence et de conciliation, l'imam Mohamed Toujgani adresse en janvier 2019 une lettre ouverte visant à clarifier sa position à la suite des critiques virulentes qu'il a essuyées en raison de ses propos antérieurs. Conscient de l'impact de ses paroles, l'imam a souhaité apporter des précisions sur le contexte dans lequel ces déclarations ont été faites, soulignant qu'elles ont été prononcées sous le coup d'une double pression : médiatique, d'une part, et affective, d'autre part. Cependant, il reconnaît que ces facteurs ne sauraient justifier la teneur et la portée de ses mots, lesquels ont, sans équivoque, choqué et blessé la communauté juive ainsi que d'autres personnes sensibles à ces remarques.
L'imam Toujgani, dans sa lettre, tient à exprimer ses "plus humbles excuses à la communauté juive comme à toute personne froissée et indignée par ses propos." Cette démarche de repentance s'inscrit dans une volonté plus large de l'imam de promouvoir un message de paix et de tolérance. Il rappelle, à cet effet, son engagement de longue date en faveur d'un dialogue intercommunautaire constructif et d'un discours valorisant l'altérité et le vivre-ensemble. Par ces mots, l'imam souhaite réaffirmer son attachement aux valeurs de respect mutuel et d'harmonie sociale, en espérant que son message puisse contribuer à réparer les liens endommagés et à apaiser les tensions.

### Approche djihadiste
En janvier 2022, le média flamand Het Laatste Nieuws sort un rapport de police mène Toujgani au cœur de controverses importantes qui ont culminé avec son expulsion de Belgique. Cette décision, prise par le secrétaire d'État à l'Asile et la Migration, Sammy Mahdi, s'appuie sur des rapports sécuritaires indiquant un risque potentiel pour la sécurité nationale. Le cas de Toujgani met en lumière les défis complexes associés à la surveillance et à la gestion de figures influentes au sein des communautés religieuses, particulièrement dans le contexte de la lutte contre l'extrémisme.
Selon ce rapport, Toujgani aurait, en 2009, fait partie d'une cellule de recrutement pour le djihad en Irak. Cette cellule serait liée à des individus impliqués dans les attentats de Bruxelles et Paris. Ce rapport soulève des questions sur le rôle que Toujgani aurait joué dans le soutien ou la facilitation d'activités extrémistes, bien que les détails spécifiques de son implication restent non précisés.
Ce rapport révèle également un lien proche de Toujgani avec des figures notoires telles que Bassam Ayachi, considéré comme un leader dans le recrutement pour le djihad. Les liens présumés entre Toujgani et d'autres individus connus pour leur engagement dans des activités extrémistes soulignent la complexité de déterminer la responsabilité et l'influence dans les réseaux extrémistes. Des rapports de police néerlandaises révèlent également le nom de Toujgani avec le groupe terroriste Hofstad, à l'origine de plusieurs attaques aux Pays-Bas.
Cependant, l'imam se défend de toute accusation djihadiste et se défend fermemant contre les allégations le liant à des activités djihadistes. Ses plusieurs déclarations, destinées à éclaircir sa position et ses actions, met en avant plusieurs points clés visant à dissiper les malentendus et à restaurer sa réputation auprès de la communauté et du public en général[réf. nécessaire].

## Affaires judiciaires

### Ordre de quitter le territoire
Le 22 mars 2019, Mohamed Toujgani fait une demande de nationalité belge. Celle-ci est rejetée sur la base de rapports de la Sûreté de l'État.
Le 5 octobre 2021, Toujgani reçoit l'ordre de quitter le territoire belge,. Qualifié de prédicateur radical influent, il est considéré comme un danger pour la sécurité nationale selon un rapport de la Sûreté de l’État,. Il est également accusé d'espionnage au profit du Maroc, dont il serait proche du pouvoir. En conséquence, il fait l'objet d'une interdiction de territoire en Belgique pour une durée de dix ans, dans un contexte de préoccupations sécuritaires liées à l'extrémisme et à l'ingérence étrangère.
Les autorités belges s'appuient notamment sur des propos tenus par Toujgani en 2009, où il invoque la peur et la destruction contre les "sionistes oppresseurs". Ces paroles, considérées comme une incitation à la violence contre les Juifs, ont été prononcées dans un contexte de tensions géopolitiques. L'imam s'est par la suite excusé, se positionnant comme antisioniste mais rejetant l'accusation d'antisémitisme. Sa déclaration a suscité une vague de critiques, notamment de la part de son avocat Georges-Henri Beauthier, qui conteste la légitimité de l'ordre d'expulsion et défend le bilan de son client comme promoteur du dialogue intercommunautaire.
Cette affaire soulève également la question de l'ingérence marocaine dans le culte musulman en Belgique. La décision de ne pas renouveler le permis de séjour de Toujgani est perçue comme un message adressé aux autorités marocaines, dans le contexte d'une tension persistante sur la gestion de la Grande Mosquée de Bruxelles et les suspicions d'ingérence étrangère.
L'Exécutif des musulmans de Belgique (EMB) et diverses figures communales et académiques[Qui ?] expriment leur surprise et leur soutien à Toujgani, le décrivant comme un homme de dialogue et de modération. Ces défenseurs mettent en avant son engagement pour le vivre-ensemble et contre la radicalisation, tout en remettant en question la base des accusations à son encontre.

### Procédure juridique et décisions
À la suite de cette décision, Georges-Henri Beauthier, l'avocat de Toujgani, dépose un recours fin décembre devant le Conseil du contentieux des étrangers, cherchant à contester la décision de retrait du permis de séjour. Ce recours est cependant jugé irrecevable pour des raisons procédurales : il a été déposé après l'expiration du délai légal de trente jours qui suivait la notification de la décision à contester. Le recours aurait dû être introduit au plus tard le 12 novembre 2021, compte tenu du délai légal, mais il a été déposé le 24 décembre.
La décision du Conseil du contentieux des étrangers de ne pas accepter le recours pour des raisons de forme signifie que la décision initiale de retirer le permis de séjour de Toujgani reste en vigueur. En conséquence, il n'a pas le droit de séjourner en Belgique. Néanmoins, il reste une option pour Toujgani et son avocat : un recours en cassation devant le Conseil d'État. Cette étape représenterait la dernière voie de recours possible dans la procédure judiciaire belge pour contester la décision.
Cependant, en août 2024, la cour d’appel de Bruxelles a validé la demande d’acquisition de nationalité belge de Mohamed Toujgani, qui devrait recevoir sa carte d’identité et pourrait donc rentrer en Belgique.
Mais le recours en cassation a été rejeté en mai 2025 et en juin il retourne sur le territoire belge via l'aéroport de Bruxelles-National,,.

### Réactions politiques
- Belgique : le secrétaire d’État à l’Asile Sammy Mahdi décrit Toujgani comme « un grave danger pour la sécurité nationale »[37]
- Belgique : le politicien Ahmed El Khannouss défend Toujgani et dénonce une décision “unique et totalement injustifiée”, évoquant des “termes crus”[38]
- Belgique : le politicien Georges-Louis Bouchez contredit Toujgani en citant : « Cette banalisation de l’antisémitisme est profondément ignoble et inacceptable », suivi de « Je ne partage en rien la position d’Ahmed El Khannouss »[38]
- France : l'imam Abdelmonaim Boussenna apporte son soutien à Mohamed Toujgani via ses réseaux sociaux[39].
- Belgique : le politicien Fouad Ahidar déclare : « Je suis soulagé comme tout le monde à Molenbeek. Le procès a été reporté à plusieurs reprises, mais la justice a fait son travail. Il est temps d’accepter que les juges jugent correctement et que nous croyons en la justice[40]. »
- Belgique : le politicien Theo Francken s'est saisi du dossier : « De telles personnes n’ont pas leur place dans notre société et ne devraient certainement pas devenir Belges. Nous devons empêcher cela. Et durcir nos lois sur l’immigration et l’acquisition de la nationalité belge. Je préside le groupe de travail sur l’immigration dans le cadre des négociations gouvernementales et je mettrai cette question sur la table[41]. »

## Vie privée
En 2000, lors d'un passage à la station de radio Arabel, il déclare qu'il désapprouvait le plan marocain visant à augmenter l'âge légal du mariage pour les filles à 18 ans, arguant que certaines filles sont déjà aptes à se marier dès l'âge de 9 ans. Il aurait également plaidé en faveur de la polygamie, mentionnant qu'il a lui-même deux épouses - l'une avec laquelle il a sept enfants et l'autre avec laquelle il a quatre enfants. De plus, il considérerait le vote comme illégitime, estimant que cela revient à participer à un gouvernement d'incroyants.